# 매

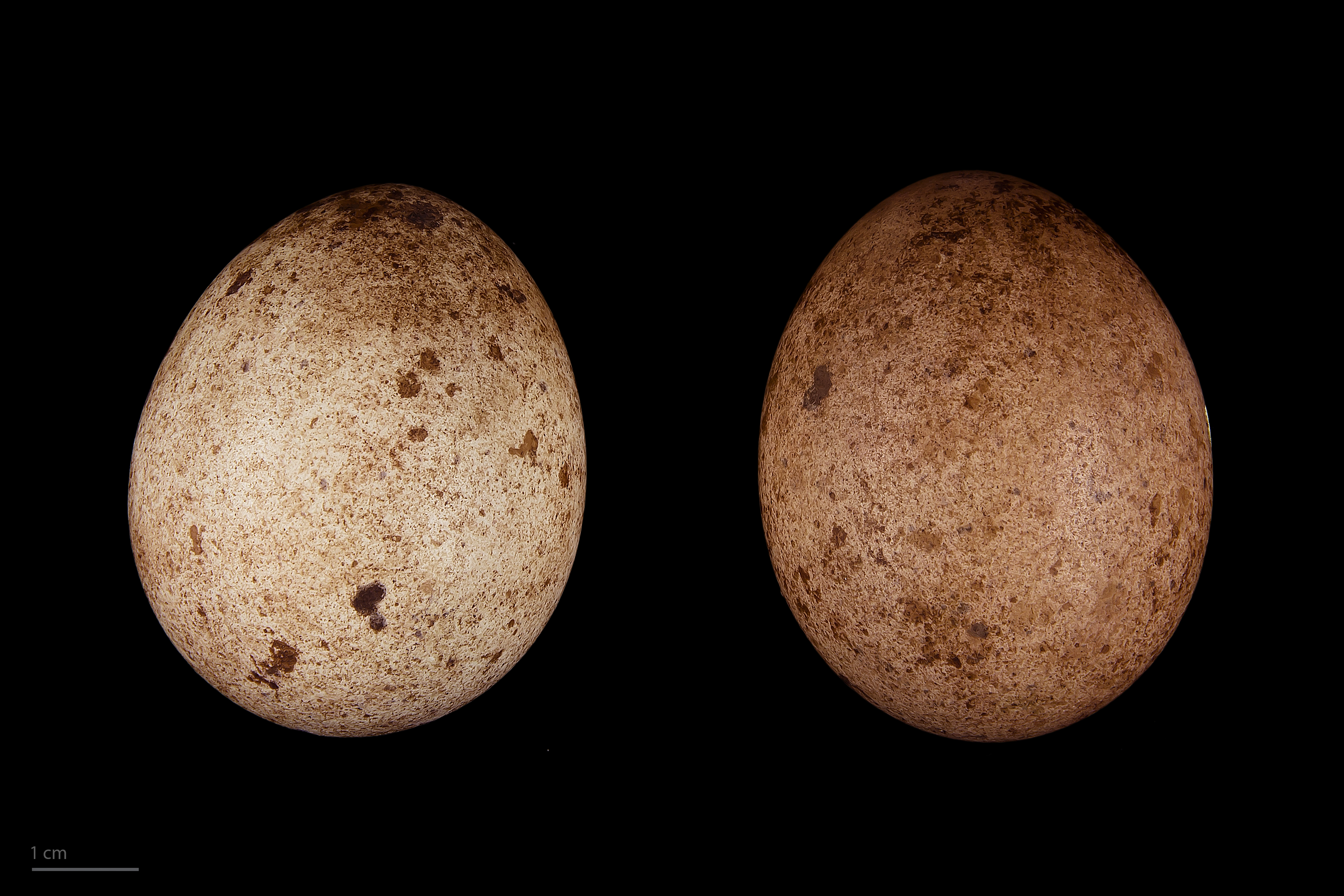
Falco peregrinus

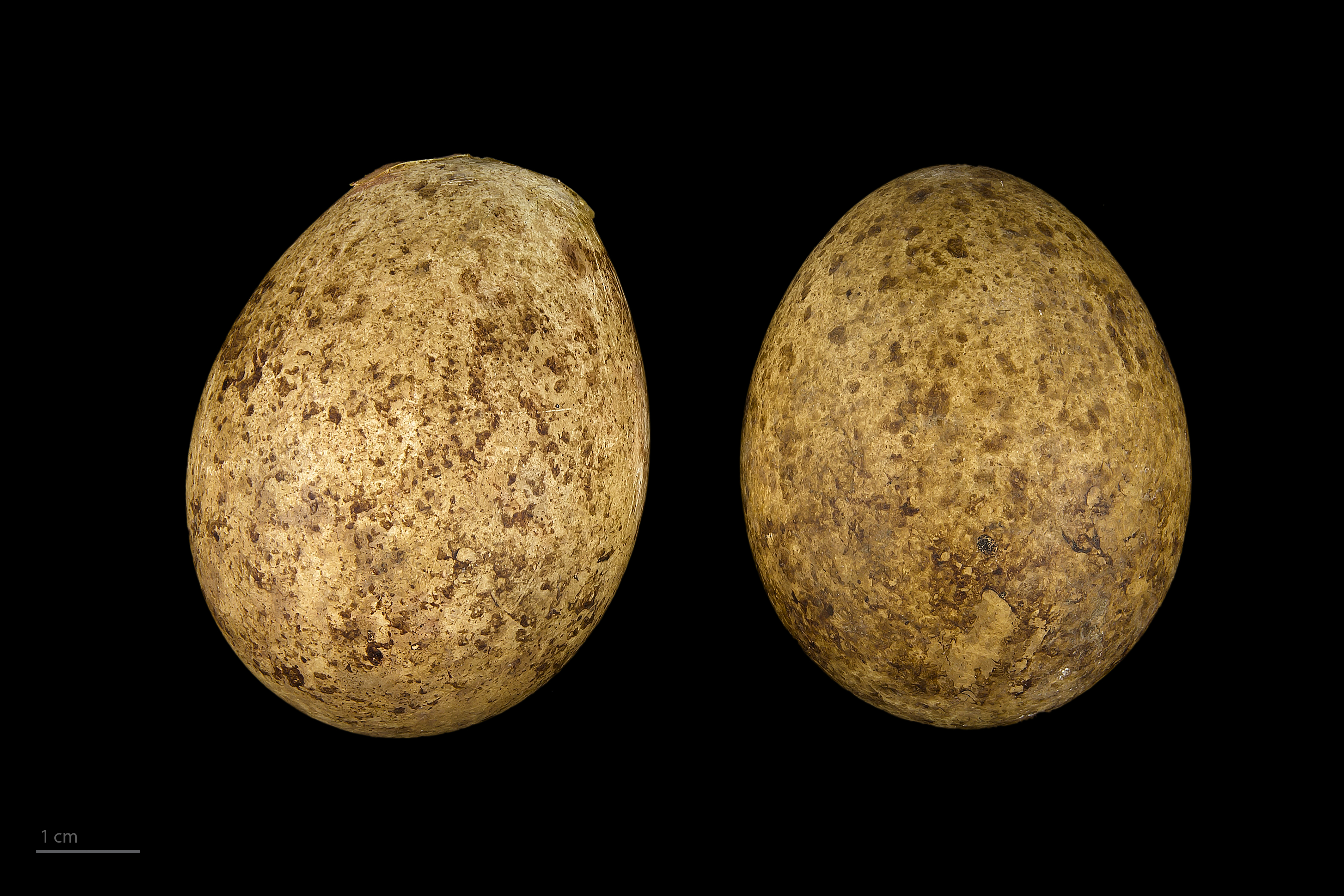
Falco peregrinus madens

매(학명: Falco peregrinus 팔코 페레그리누스[*], 문화어: 푸른매)는 매과에 속하는 중형 맹금류이다. 해청(海靑)이라고도 부른다. 대한민국 천연기념물 제323-7호 및 멸종위기 야생생물 1급이였으나 환경부에 의해 최근 2급으로 하향되었다.

## 생태

### 생김새
몸길이 34-58cm, 날개편길이 80~120cm, 몸무게는 수컷이 550-750g, 암컷은 700-1,500g 정도이다. 부리가 갈고리모양으로 구부러져 있고, 힘센 발에는 강한 발톱이 있다. 날개가 길고 뾰족하고 낫 모양으로 뒤로 휘어져 있으며, 부리 가장자리에 이빨과도 같은 돌기가 나 있다. 눈의 홍체는 어두운색이며 눈 가장자리에는 노란테두리로 둘러져 있어 참매와 구별된다.

### 사냥
매는 인간의 시력보다 8배나 좋기 때문에 잘 볼 수 있으며, 힘차게 날다가 먹이를 사냥할 때 높은 곳에서 먹이를 향해 급강하하여 발로 먹이를 차거나 잡아채는데, 공중에서 시속 300km/h 이상의 속도로 자유낙하하여 먹이를 낚아채는 광경은 장관이다. 관측된 최고속도는 363km/h이다. 비둘기, 개똥지빠귀, 꿩 등의 조류가 주 먹이이나, 말매미 등 대형 곤충을 잡아먹기도 한다. 한국에서 서식하는 기간은 10월부터 이듬해 4월까지이다.

### 번식
북반구에만 사는 참매와 달리 매는 전 세계에 걸쳐서 서식한다. 둥지는 바닷가의 높은 암벽 위나 움푹 들어간 곳 또는 비에 젖지 않을 만한 곳을 찾아 짓는다. 산란기는 3월 하순경부터 5월경이며 산란하는 알의 수는 3-4개인데 이틀에 하나씩 알을 낳고 암수가 같이 알을 품으며 28-29일 만에 부화한다. 새끼가 알에서 깨어난 후, 몇 주 동안은 수컷이 가족들을 먹여 살린다. 알에서 깨어나 일 년 동안 죽지 않고 살아 남은 매는 약 10~20년 이상 산다.

## 사냥
한국에서는 매나 참매를 훈련시켜 꿩이나 토끼를 사냥하는 전통이 있다. 매사냥(falconry)라고 부른다.
전 세계적으로는 취미로 즐기고 있으며, 몽골에서도 검독수리를 길들여 여우와 늑대를 사냥하는 전통이 있다. 